# Oltacloea mutilata
Oltacloea mutilata är en spindelart som beskrevs av Cândido Firmino de Mello-Leitão 1940. 
Oltacloea mutilata ingår i släktet Oltacloea och familjen Prodidomidae. Inga underarter finns listade i Catalogue of Life.